# DR Ramasjang
DR Ramasjang è un canale televisivo per bambini danese edito dall'azienda radiotelevisiva pubblica DR. Lanciato nel 2009, si rivolge a bambini di età compresa tra 3 e 10 anni, con un'attenzione particolare a quelli di età compresa tra 7 e 10.

## Storia
DR ha annunciato il lancio di un nuovo canale dedicato ai bambini nel giugno 2006; inizialmente era previsto che la programmazione del canale sarebbe stata dedicata all'infanzia durante il giorno, mentre la sera la rete avrebbe trasmesso trasmissioni dedicate alla storia.
Signe Lindkvist, fu nominato direttore del canale nel 2008. A quel punto, era stato deciso che il canale per bambini e il canale storico sarebbero stati separati. 
Il nome del canale è stato rivelato nel marzo 2009: Ramasjang è un termine danese che può essere tradotto come "fracasso festoso". Il canale è stato lanciato il 1º novembre 2009, e trasmette tra le 6:00 e le 20:00 tutti i giorni dell'anno su digitale terrestre e satellite.

## Programmi trasmessi
| Titoli                         | Titoli in danese               | Date aeree     |
| ------------------------------ | ------------------------------ | -------------- |
| Junior Eurovision Song Contest | sconosciuto                    | sconosciuto    |
| Barbapapà                      | sconosciuto                    | sconosciuto    |
| Peppa Pig                      | sconosciuto                    | sconosciuto    |
| Kiki - Consegne a domicilio    | sconosciuto                    | sconosciuto    |
| John Dillermand                | sconosciuto                    | sconosciuto    |
| Limbo                          | sconosciuto                    | sconosciuto    |
| Prossimo                       |                                |                |
| Clifford (2019)                | Clifford den store røde hunden | 7 ottobre 2022 |

### Prossimo
- SciGirls